# Atsushi Maekawa
Atsushi Maekawa (前川 淳?, Maekawa Atsushi; Yokohama, 7 luglio 1964) è uno sceneggiatore giapponese, noto soprattutto per il suo lavoro in Dragon Ball Z, Dragon Ball GT e Hunter × Hunter.
È il padre della seiyū Ryōko Maekawa.

## Filmografia

### Sceneggiatore

#### Serie anime
- Afterschool Dice Club (12 episodi) (2019)
- Yu-Gi-Oh! VRAINS (24 episodi) (2017-2019)
- Yuu Gi Ou: Arc-V (2014 - 2017)
- Otaku Teacher (2015)
- Meganebu! (3 episodi) (2013)
- Hunter × Hunter (4 episodi) (2011)
- Bakugan Battle Brawlers: Gundalian Invaders (2019 - 2011)
- Jewelpet (2009 - 2010)
- Bakugan Battle Brawlers: New Vestronia (2009 - 2010)
- Furesshu Purikyua! (composizione - 50 episodi, sceneggiatura - 11 episodi) (2009 - 2010)
- Bakugan - Battle Brawlers (composizione - 53 episodi) (2007 - 2009)
- Wellber no Monogatari: Sisters of Wellber Dai Ni Maku (2008)
- Dinosaur King D-Kids Adventure: Pterosaur Legend (7 episodi) (2008)
- Dinosaur King (5 episodi) (2007 - 2008)
- Eyeshield 21 (12 episodi) (2005 - 2008)
- Dragonaut: The Resonance (story concept - 17 episodi, sceneggiatura - 5 episodi (2007 - 2008)
- Yuu Gi Ou: Duel Monsters GX (5 episodi) (2004 - 2008)
- Wellber no Monogatari: Sisters of Wellber (2007)
- Onegai My Melody: Kurukuru Shuffle! (9 episodi) (2006 - 2007)
- Capeta (9 episodi) (2005 - 2006)
- Mahou Sentai Magiranger (13 episodi) (2005)
- Prince of Tennis (2 episodi) (2001 - 2005)
- Bakuryuu Sentai Abaranger (8 episodi) (2003 - 2004)
- Yuu Gi Ou: Duel Monsters (2 episodi) (2000 - 2004)
- Ninpuu Sentai Hurricaneger (9 episodi) (2002 - 2003)
- Get Backers (4 episodi) (2002 - 2003)
- Bomberman Jetters (2002 - 2003)
- Digimon Tamers (11 episodi) (2001 - 2002)
- Ask Dr. Rin! (51 episodi) (2001 - 2002)
- Medarot (12 episodi) (2000 - 2001)
- Digimon Adventure 02 (2000 - 2001)
- Magica Doremì (1999 - 2000)
- Digimon (18 episodi) (1999 - 2000)
- Masked Angel Rosetta (2 episodi) (1998)
- Dragon Ball GT (28 episodi) (1996 - 1997)
- Sailor Moon (5 episodi) (1996 - 1997)
- Dragon Ball Z (13 episodi) (1995 - 1996)

#### OAV
- Air Gear: Kuro no Hane to Nemuri no Mori - Break on the Sky (3 episodi) (2010 - 2011)
- Dragon Ball GT - L'ultima battaglia (1997)

#### Film anime
- Lupin Terzo vs Detective Conan (2013)
- Fresh Pretty Cure! - Le Pretty Cure nel Regno dei Giocattoli (2009)
- Lupin III: Angel Tactics (2005)
- The Prince of Tennis: Two Samurais, the First Game (2005)
- Digimon Adventure 3D: Digimon Grandprix! (2000)

### Cantautore
Per la serie anime Otaku Teacher ha scritto le liriche dei brani composti da Ryuuichi Takada:
- Futari, cantata da Satsumi Matsuda
- Itoshi no Shy Boy, cantata da Satsumi Matsuda
- Kazoku no Kizuna da Familia, cantata da Satsumi Matsuda
- Kazoku no Kizuna da Familia, cantata da Risae Matsuda
- Maid no Hinkaku, cantata da Azusa Tadokoro
- Metal Beast Rockunger!, cantata da Shiina Natsukawa
- Yume Miru Two Hand, cantata da Sora Amamiya